# James Dens da Silva
James Dens Maia da Silva (Curitiba, 14 agosto 1986) è un ex calciatore brasiliano, di ruolo difensore.

## Carriera
Ha giocato nella massima serie dei campionati ceco, croato e cipriota.